# Henri Rey (Politiker)
Henri Rey (* 2. November 1903 in Pont-Aven, Département Finistère; † 12. Oktober 1977 in Paris) war ein französischer Politiker, der unter anderem zwischen 1958 und 1969 Mitglied der Nationalversammlung war. Im Kabinett Pompidou IV bekleidete er 1968 das Amt als Staatsminister für Tourismus und im Kabinett Chaban-Delmas von 1969 bis 1971 als Beigeordneter Minister beim Premierminister für Überseedépartements und Überseeterritorien. 1971 wurde er Mitglied des Conseil constitutionnel, des Verfassungsgerichts, und gehörte diesem bis zu seinem Tode 1977 an.

## Leben
Henri Rey besuchte das Collège de Sainte-Croix in Nantes und war danach als Manager in der Transportwirtschaft und Schifffahrt tätig. Seine politische Laufbahn begann er in der Kommunalpolitik als Mitglied des Stadtrates (Conseil municipal) von Nantes, dem er zwischen 1947 und 1965 angehörte. Bei der Parlamentswahl am 30. November 1958 wurde er für die Union für die Neue Republik UNR (Union pour la Nouvelle République) für das Département Loire-Atlantique erstmals zum Mitglied der Nationalversammlung (Assemblée nationale) gewählt. Er wurde bei der darauf folgenden Parlamentswahl am 25. November 1962 für die UNR-UDT im Département Loire-Atlantique wiedergewählt und war in der anschließenden Legislaturperiode 1962 zunächst stellvertretender Vorsitzender und daraufhin zwischen 1963 und dem 2. April 1967 Vorsitzender der UNR-Fraktion in der Nationalversammlung. Darüber hinaus war er 1964 Präsident der Westeuropäischen Transportgesellschaft (Société des transports de l’Ouest européen) sowie zwischen 1966 und 1970 Präsident des Obersten Rates für Freizeitschifffahrt und Wassersport (Conseil supérieur de la navigation de plaisance et des sports nautiques) und fungierte zudem von 1966 bis zu seinem Tod 1977 als Verwalter des Hafens Nantes-Saint-Nazaire. Er wurde bei der Parlamentswahl am 12. März 1967 im Département Loire-Atlantique – nunmehr für die Demokratische Union für die Fünfte Republik UDR (Union démocratique pour la V° République) erneut zum Mitglied der Nationalversammlung gewählt. Bei der darauf folgenden Parlamentswahl am 30. Juni 1968 wurde er im Département Loire-Atlantique für die nunmehrige Union der Demokraten für die Republik UDR (Union des démocrates pour la République) noch einmal zum Mitglied der Nationalversammlung gewählt, der er bis zum 22. Juli 1969 angehörte. Während dieser Zeit fungierte er zwischen 1967 und 1969 als Vorsitzender der UDR-Fraktion.
Am 31. Mai 1968 wurde Rey als Staatsminister (Ministre d’État) in das Kabinett Pompidou IV berufen. Durch Präsidialdekret Nr. 68-509 vom 4. Juni 1968 wurde er eine Woche später zum Staatsminister für Tourismus (Ministre d’État, chargé du Tourisme) ernannt und bekleidete dieses Amt bis zum 10. Juli 1968. Am 20. Juni 1969 übernahm er im Kabinett Chaban-Delmas den Posten als Beigeordneter Minister beim Premierminister für Überseedépartements und Überseeterritorien (Ministre délégué auprès du Premier ministre, chargé des Départements et Territoires d’outre-mer) und behielt diesen bis zum 25. Februar 1971.
Einen Tag vor seinem Ausscheiden aus der Regierung wurde Henri Rey am 24. Februar 1971 durch den Präsidenten der Nationalversammlung Achille Peretti als Mitglied des Conseil constitutionnel, des Verfassungsgerichts, nominiert und gehörte diesem nach seiner Ernennung durch Staatspräsident Georges Pompidou vom 3. März 1971 bis zu seinem Tode am 12. Oktober 1977 an, woraufhin Louis Joxe dieses Amt übernahm.
Für seine langjährigen Verdienste wurde er mehrfach ausgezeichnet und war unter anderem Ritter der Ehrenlegion, Offizier des Ordre national du Mérite, Ritter des Seeverdienstordens (Ordre du Mérite maritime), Träger des Croix de guerre 1939–1945 sowie der Goldmedaille für Leibeserziehung (Médaille d’or de l’éducation physique).